# Alicia Gómez Prada
Alicia Gómez Prada, més coneguda com a Ali Gómez, (Madrid, 22 d'octubre de 1986) és una exfutbolista espanyola que jugava com a portera en clubs de La Lliga Femenina, fins a la seva retirada en 2020. Ha passat la major part de la seva carrera en el club del Rayo Vallecano de Madrid. Posseeix el rècord de partits jugats amb el Rayo Vallecano, amb un total de 390.

## Biografia
Va aconseguir els 300 partits amb el club Rayo Vallecano el 3 d'octubre de 2015. Més tard va superar el rècord històric de la seva excompañera Natalia Pablos, amb 383 partits, per a convertir-se en la posseïdora del rècord de partits amb aquest últim club en 2019.
L'any 2022 el poble Fuente el Saz de Jarama, a Madrid, va anomenar al seu camp de fútbol municipal amb el nom Alicia Gómez, en honor a la trajectòria d'aquesta jugadora.

## Palmarès
- Campiona de la Copa de la Reina de futbol en 2008.
- Campiona de Primera Divisió Femenina d'Espanya en 2009, 2010 i 2011.
- Finalista de la Copa de la Reina de futbol en 2010.